# 约翰·华莱士 (篮球运动员)
約翰·吉爾伯特·華萊士（英語：John Gilbert Wallace，1974年2月9日—），美国NBA联盟职业篮球运动员。他在1996年的NBA选秀中第1轮第18顺位被紐約尼克选中。現任MSG Networks的廣播員。他還在SportsCastr上主持名為“大前鋒與約翰·華萊士”的直播和播客。

## 外部連結
- NBA.com profile （页面存档备份，存于）
- Stats at basketball-reference.com （页面存档备份，存于）
- John Wallace在互联网电影资料库（IMDb）上的資料（英文）